# Lago Barombi Koto
Barombi Koto (también llamado Barombi Kotto, Barombi-ba-Kotto, y, en la época colonial, lago Rickards) es un pequeño lago de cráter poco profundo en la cadena volcánica de la Región del Sudoeste (Camerún). Tiene un diámetro aproximado de 1,2 kilómetros (0,7 mi). En el centro hay una pequeña isla, densamente habitada por los barombi, una tribu de pescadores. Los arroyos Tung Nsuia y Tung Nsuria, cada uno de entre 1 y 2 m de ancho y 0,3 m de profundidad cerca de su desembocadura, son los únicos afluentes del lago, y se secan durante la estación seca.

## Características
El lago se encuentra a unos 30 km al noreste del Monte Camerún, a unos 100 metros sobre el nivel del mar. El lago es circular y tiene dos pequeños afluentes que se secan durante la estación seca: el Tung Nsuia y el Tung Nsuria. El único desagüe es el Nkundung-Kotto, un afluente del río Meme, que desemboca en el Atlántico justo al este de la frontera entre Nigeria y Camerún. Aproximadamente en la mitad, a unos 30 m aguas adentro se encuentra la pequeña isla de Kotto, formada a partir de lava basáltica, y asentada a 1000 m de altitud. El borde del cráter se eleva hasta 50 metros sobre el nivel del agua; una parte está cubierta de bosques, pero la mayor parte se cultiva. Los residentes locales cultivan principalmente plátanos, cacao y mandioca . Inmigrantes nigerianos viven en las orillas sur y oeste del lago, mientras que pescadores de habla barombi viven en la isla en medio del lago. El lecho del lago es arenoso, parcialmente rocoso y cubierto de vegetación sumergida.
No debe confundirse con el lago Barombi Mbo, situado a 25 km al suroeste, que desemboca en el río Mungo.

## Flora
Los fitoplancton, en plena actividad, tiñe el agua de un color verde-marrón. Entre los fitoplancton se encuentran la diatomea Melosira, las cianobacterias Microcystis y Spirulina, las algas verdes Ankistrodesmus, Pediastrum duplex y Scenedesmus, el dinoflagelado Peridinium y el alga ornamental Staurastrum. La visibilidad del agua del lago es inferior a 80 cm. No se han observado plantas acuáticas más cercanas a la superficie.

## Fauna
El zooplancton del lago está compuesto por larvas de mosquitos, copépodos, ostrácodos, rotíferos y ácaros de agua dulce. Las larvas de quironómidos y libélulas viven en hojas caídas al agua. El lecho del lago está poblado por larvas de efímeras, caracoles, nematodos, ácaros de agua dulce, ostrácodos, chinches gigantes, escarabajos de agua y cangrejos de agua dulce. También se encuentran caracoles del género Bulinus, que son huéspedes intermediarios de la enfermedad esquistosomiasis. Las esponjas son poco frecuentes.
La ictiofauna del lago Barombi Koto se compone de las siguientes especies: el barbo magnífico, el bagre depredador Clarias werneri, y las especies de cíclidos Hemichromis camerounensis, Sarotherodon galilaeus, Pelmatolapia mariae, Coptodon kottae (endémico), y Chromidotilapia guentheri loennbergi, una subespecie endémica del cíclido de Günther. Los afluentes del Barombi Koto son hogar del Aphyosemion bitaeniatum y Fundulopanchax oeseri.
El único anfibio del lago es la rana tropical de uñas: Xenopus tropicalis.
Las aves que viven en las orillas del lago y se alimentan principal o parcialmente de peces son: zampullín chico (Tachybaptus ruficollis), cormorán común (Phalacrocorax africanus), darter africano (Anhinga rufa), la garza imperial (Ardea purpurea), garceta grande (Ardea alba), hagedash (Bostrychia hagedash), milano negro (Milvus migrans), martín pescador ceniciento (Ceryle rudis), martín pescador gigante (Megaceryle maxima), martín pescador irisado (Alcedo quadribrachys), martín pescador crestado (Alcedo cristata) y el buitre Gypohierax angolensis), que come frutos de palma y también ocasionalmente peces.